# Ricardo de Cornualles
Ricardo de Cornualles (Castillo de Winchester, 5 de enero de 1209-Castillo de Berkhamstead, 2 de abril de 1272) fue el segundo hijo del rey Juan I de Inglaterra. Fue conde de Cornualles (desde 1225), de Poitou (entre 1225 y 1243) y rey de romanos (desde 1257). Siendo uno de los hombres más ricos de Europa, se unió a la cruzada de los barones, donde alcanzó éxito como negociador en la liberación de los rehenes y ayudó con la construcción de la ciudadela en Ascalon.

## Biografía

### Primeros años
Ricardo nació el 5 de enero de 1209 en el castillo de Winchester, siendo el segundo hijo del rey Juan I de Inglaterra y su esposa, Isabel de Angulema. Fue nombrado gran sheriff de Berkshire en 1217 a la edad de ocho años, titulado como conde de Poitou desde 1225 y en el mismo año, a la edad de dieciséis años, su hermano el rey Enrique III le dio Cornualles como regalo de cumpleaños, nombrándolo gran sheriff de Cornualles. Los ingresos percibidos gracias a Cornualles le proporcionaron una gran fortuna, convirtiéndolo en uno de los hombres más ricos de Europa. A pesar de que dirigió campañas a favor del rey Enrique en Poitou y en Bretaña, y de haberse desempeñó como regente tres veces, las relaciones entre ambos hermanos eran a menudo tensas en los primeros años del reinado de Enrique. Ricardo incluso se había rebelado tres veces contra él, teniendo que ser comprado con espléndidos regalos.

### Matrimonio con Isabel Marshal (1231-1240)
El 13 de marzo de 1231 se casó con Isabel Marshal, la rica viuda de Gilbert de Clare, IV conde de Hertford (1180-1230). El matrimonio no fue del agrado de su hermano Enrique, pues temía de la familia Marshal al ser rica, influyente y generalmente opositora a él. Ese mismo año adquirió la que se convertiría en su vivienda habitual, el castillo de Wallingford, en Berkshire (ahora Oxfordshire) gastando mucho dinero en su remodelación. Además de esta, tenía otras residencias favoritas en Marlow y Cippenham, en Buckinghamshire. Fruto del matrimonio entre Isabel y Ricardo nacieron cuatro hijos, de los cuales solo uno, Enrique de Almain, llegó a la edad adulta.
Oponiéndose a Simón de Montfort, encabezó una rebelión en 1238 como protesta por el matrimonio entre este y su hermana Leonor. Sin embargo, desistió al ser nuevamente aplacado con ricos dones y regalos. Cuando su esposa Isabel estaba en su lecho de muerte en 1240, pidió ser enterrada junto a su primer esposo, en la abadía de Tewkesbury. No obstante Ricardo la enterró en la abadía de Beaulieu, aunque en un gesto piadoso envió su corazón a Tewkesbury.

### La cruzada de los barones y matrimonio con Sancha (1240-1243)

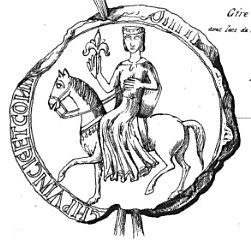
Sello de Sancha, esposa de Ricardo.

Poco después, ese mismo año, Ricardo partió hacia Tierra Santa. A pesar de no participar en batallas, fue importante en las negociaciones por la liberación de los prisioneros y en los entierros de los cruzados muertos en batalla en Gaza en 1239. También volvió a fortificar Ascalon, que había sido destruida por Saladino. A su regreso de Tierra Santa, Ricardo visitó a su hermana Isabel, consorte del emperador Federico II Hohenstaufen.
Tras el nacimiento de su sobrino, el príncipe Eduardo en 1239, se repartieron las funciones en el gobierno en caso de la muerte del rey, excluyéndose a Ricardo a favor de la reina Leonor y sus parientes de la casa de Saboya. Para evitar un conflicto entre Ricardo y su hermano Enrique III, se concertó un matrimonio entre Ricardo y Sancha de Provenza, hermana de Leonor,[cita requerida] a quien había conocido durante su viaje a Tierra Santa, en Provenza donde había sido recibido por el padre de ella, Ramón Berenguer IV y se había enamorado de ella. El matrimonio tuvo lugar en Westminster, en noviembre de 1243.
Este matrimonio le permitió relacionarse con otras casas reales pues la hermana menor de Sancha, Beatriz se casaría con Carlos I de Nápoles, mientras que Margarita, su hermana mayor, se había casado con el hermano de Carlos, Luis IX de Francia. Los matrimonios de los reyes de Francia e Inglaterra y sus dos hermanos con las cuatro hermanas de Provenza ayudaron a mejorar la relación entre ambos países, lo que los llevó a firmar el Tratado de París.

### Poitou y Sicilia
Las pretensiones de Ricardo sobre Gascuña y Poitou —de las que nominalmente era conde pero bajo dominio francés desde 1204— nunca tuvieron eco e incluso en 1241 el rey Luis IX de Francia invistió a su propio hermano Alfonso como conde de Poitou o Poiters. Sin embargo, cuando Isabel de Angulema, madre del rey Enrique y de Ricardo, afirmó que había sido insultado por la reina francesa inició una expedición militar animado por su padrastro, Hugo X de Lusignan. No obstante, la expedición fracasó tras la traición de Hugo X.
Posteriormente el papa le ofreció a Ricardo la corona de Sicilia, pero de acuerdo al cronista Mateo de París ante el desorbitado precio lo rechazó diciendo: «Es lo mismo que decir: Te hago de regalo la luna, sube al cielo y tráela hacia abajo». En cambio, su hermano Enrique sí aceptó la propuesta del papa, comprando el reino para su propio hijo, Edmundo.

### Rey de los Romanos

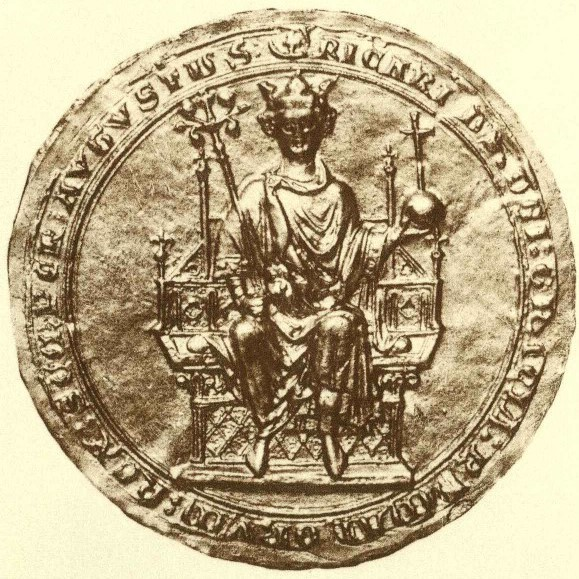
Sello de Ricardo, conde de Cornualles entronizado como rey de los romanos. El sello lleva la siguiente inscripción: RICARDUS DEI GRATIA ROMANORUM REX SEMPER AUGUSTUS, que en español se traduciría como "Ricardo, por la gracia de Dios, Rey de los Romanos Augusto eterno".

Ricardo fue elegido en 1256 como rey de romanos por cuatro de los siete príncipes electorales (Colonia, Maguncia, el Palatinado y Bohemia), rivalizando con Alfonso X de Castilla, quien había sido elegido por Sajonia, Brandeburgo y Tréveris. El papa y Luis IX de Francia apoyaron a Alfonso, pero ambos cambiaron de parecer en última instancia presionados por los poderosos familiares de Leonor de Provenza, cuñada de Ricardo. Por otro lado, Otakar II votó inicialmente por Ricardo, pero poco después apoyó a Alfonso y finalmente accedió a apoyar al conde de Cornualles, logrando así la mayoría simple requerida. De esta forma, fue coronado el 27 de mayo de 1257 por el arzobispo de Colonia en Aquisgrán como rey de romanos. Sin embargo, al igual que su soberanía en Gascuña y Poitou, nunca tuvo un poder efectivo sobre sus dominios llegando a realizar solo cuatro breves visitas a Alemania entre 1257 y 1269.

### Últimos años y muerte
Apoyó a su hermano Enrique durante la rebelión de Simon de Montfort en la segunda guerra de los Barones (1264-1267). Cayó prisionero tras la batalla de Lewes (1264) junto a su hermano y a su sobrino, el príncipe Eduardo, permaneciendo encarcelado hasta septiembre de 1265.
En diciembre de 1271 sufrió un derrame cerebral que paralizó su lado derecho y perdió la capacidad de hablar. Poco después, el 2 de abril de 1272, Ricardo murió en el castillo de Berkhamsted, en Hertfordshire. Fue enterrado en la abadía de Hailes junto a su segunda esposa Sancha de Provenza y a Enrique, su hijo con su primera esposa.
Después de su muerte, una lucha de poder se produjo en Alemania que solo terminó en 1273 con la aparición de un nuevo rey de romanos, Rodolfo, el primer Habsburgo que ocupó el trono imperial. En Cornualles fue sucedido por su hijo Edmundo como conde.

## Matrimonios y descendencia

Armas de Ricardo como Rey de los Romanos. En el fondo, se muestra al águila imperial, símbolo del Sacro Imperio Romano Germánico y al frente, como escusón, sus armas personales.

Se casó en la localidad de Fawley, Buckinghamshire, el 30 de marzo de 1231, con Isabel Marshal, hija de Guillermo Marshal, conde de Pembroke. Fruto del matrimonio nacieron cuatro hijos:
- Juan (Marlow, Buckinghamshire, 30 de enero de 1232 - Ib., 22 de septiembre de 1232). Murió en la infancia, está sepultado en la abadía de Reading.
- Isabel (Marlow, Buckinghamshire, 9 de septiembre de 1233 - Ib., 6 de octubre de 1234). Murió en la infancia, está sepultada en la abadía de Reading.
- Enrique (Castillo de Haughley, 2 de noviembre de 1235 - Viterbo, 13 de marzo de 1271). Asesinado por sus primos Guido y Simón de Monfort, fue sepultado en la abadía de Hailes. Casado con Constanza de Bearne, murió sin descendencia.
- Nicolás (Castillo de Berkhamstead, 17 de enero de 1240). Muerto poco después de nacer, fue sepultado en la abadía de Beaulieu.

Isabel murió el 17 de enero de 1240, durante el parto de su último hijo, y fue sepultada en la abadía de Beaulieu junto a este.
Tras enviudar, Ricardo contrajo segundas nupcias en la abadía de Westminster el 23 de noviembre de 1243 con Sancha de Provenza, hija de Ramón Berenguer IV de Provenza. Sancha era además cuñada del hermano de Ricardo, el rey Enrique III de Inglaterra. Del matrimonio nacieron dos hijos:
- Sin nombre (Castillo de Wallingford, julio de 1246 - Ib. 15 de agosto de 1246).
- Edmundo (Castillo de Berkhamsted, 1 de enero de 1250 - Abadía de Ashbridge, 25 de septiembre de 1300). Sucedió a su padre y contrajo matrimonio con Margarita de Clare, hija de Ricardo de Clare, duque de Gloucester. Sin descendencia, el matrimonio fue anulado en febrero de 1294.

Nuevamente viudo tras la muerte de Sancha el 9 de noviembre de 1261, se casó por tercera y última vez en la ciudad alemana de Kaiserslautern, el 16 de junio de 1269, con Beatriz de Falkenburg. Sin embargo, este matrimonio no tuvo descendencia. Beatriz sobrevivió a su esposo y murió el 7 de octubre de 1277.

### Descendencia ilegítima
Ricardo tuvo una amante de nombre Juana, cuyos orígenes son desconocidos, pero se sabe que estuvo casada primeramente con Ralph de Valletort, barón feudal de Harberton (Devon) y de Trematon (Cornualles); y posteriormente con Sir Alexander Okeston de Modbury (Devon). Tuvieron cinco hijos:
- Felipe fue sacerdote
- Ricardo de Cornualles. Se casó con Juana, hija de Juan FitzAlan, conde de Arundel, con quien tuvo tres hijos y una hija. De esta última, de nombre Juana, y de su esposo John Howard, de la familia Howard, descienden los duques de Norfolk.[14][15]
- Walter, con descendencia.
- Isabel.
- Juana (legalmente Juana Okeston, por el esposo de su madre).

## Títulos
| Títulos reinantes                |                                                                                                 |                                 |
| Predecesor: Guillermo de Holanda | Rey de Romanos 1257-1272 Rey rival: Alfonso de Castilla                                         | Sucesor: Rodolfo I de Habsburgo |
| Nobleza de Inglaterra            |                                                                                                 |                                 |
| Predecesor: Otón                 | Conde de Poitou 1225-1243 Solo titulado como tal Poiters estaba bajo dominio francés desde 1204 | Sucesor: Alfonso                |
| Predecesor: Nueva creación       | Conde de Cornualles 4ta creación 1227-1272                                                      | Sucesor: Edmundo de Cornualles  |